# Długie Mury

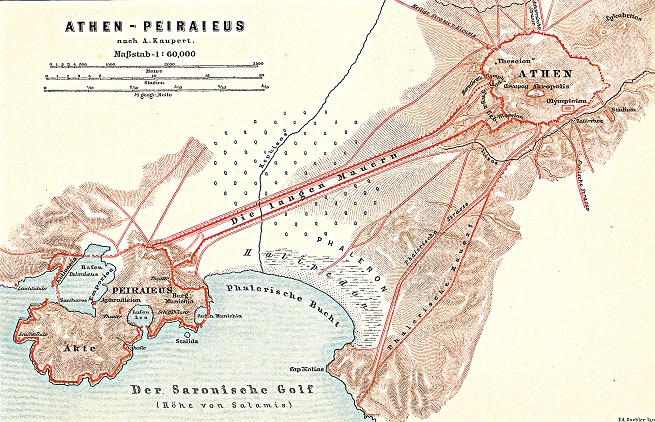
Długie mury

Długie Mury (stgr. Μακρὰ Τείχη) łączyły Ateny z portem w Pireusie i z Faleronem. Zostały zbudowane w połowie V w. p.n.e. z inicjatywy Kimona. Dwie linie murów ciągnęły się z Aten do Pireusu (Długi Mur północny i Długi Mur południowy). Między nimi biegła droga. Trzeci mur (faleroński) ciągnął się z Aten do Faleronu, osłaniając od strony lądu dostęp do Zatoki Falerońskiej.
Mury czyniły Ateny twierdzą nie do zdobycia. Poziom techniki oblężniczej w owym czasie nie pozwalał na zdobycie miasta otoczonego murami, jeśli miało wystarczającą liczbę ludzi do ich obsadzenia. Dzięki połączeniu z portem, do leżących w głębi lądu Aten mogło docierać zaopatrzenie nawet podczas oblężenia. Zdobycie Aten poprzez okręty nie było wykonalne, bo te były potęgą morską, więc zaopatrywanie miasta tą drogą nie było problemem.
Zburzone przez Spartan po klęsce Aten w wojnie peloponeskiej (404 p.n.e.) mury zostały odbudowane w latach 394–391 p.n.e. przez Konona za pieniądze otrzymane od Persji oraz przy pomocy Beocji i innych sojuszników.
Ostatecznie zburzone przez Sullę w 86 p.n.e. Do dzisiaj zachowały się ich ruiny.